# 佛日寺
佛日寺（ぶつにちじ、佛日禅寺）は、大阪府池田市畑に所在する黄檗宗の仏教寺院。山号は摩耶山。摂北三十三ヶ所観音霊場27番札所。境内には『信長公記』の著者太田牛一の墓所がある。

## 歴史
麻田藩主の菩提寺で、第2代藩主の青木重兼（端山）が開基した。『端山紀年録』によれば、寛永7年（1630年）に麻田村東方の天王山山麓に前身となる松隣寺が建立された。承応3年（1654年）現在の我孫子に移転して仏殿、禅堂、方丈、山門、鐘楼等が建立された。万治2年（1659年）黄檗宗開祖の隠元隆琦を招来して開山、摩耶山佛日寺に寺号を改名した。当初は本堂の他に29宇を存する大伽藍の巨刹で、左右対称を特徴とする明朝様式の黄檗寺院としては、本山萬福寺より先に創建されたことになる。萬福寺造営奉行の拝命を受けた青木重兼が領内に黄檗寺院の建立を試みたためである。寛文元年（1661年）隠元の弟子である慧林性機（萬福寺3代・龍興派祖）が初代住職に任命される。延宝8年（1680年）高泉性潡（萬福寺5代・佛国寺開山）、続いて元禄10（1697年）慧極道明（聖林派祖・法雲寺開山）等の名僧が入寺する。続いて慧林の弟子別傳道経、黙堂道轟と続き、一部の例外を除き龍興派の和尚が代々住職がを務める一流相承の寺院となる。
阪神・淡路大震災では山門にひびが入り倒壊の危険性から翌年再建された。
2021年にはミャンマーのサッカー選手でクーデターへの抗議行動で難民申請したピエ・リヤン・アウン選手が訪れた。